# Jagielnica Stara
Jagielnica Stara – wieś na Ukrainie, w  rejonie czortkowskim obwodu tarnopolskiego, w hromadzie Nagórzanka.
W czasie okupacji niemieckiej dyrektorem fabryki tytoniowej w Jagielnicy Starej był Austriak Ludwig Semrad, który wraz z polską żoną Wandą udzielał pomocy Żydom, m.in. Reuwenowi Wolkowiczowi, którego pozostawił na stanowisku kierownika technicznego. W 1942 roku fikcyjnie zatrudnił około 50 Żydów, by uchronić ich przed deportacją. W 1979 roku Instytut Jad Waszem uhonorował za to Ludwiga i Wandę Semradów tytułami Sprawiedliwych wśród Narodów Świata (oboje zostali ujęci na austriackiej liście Sprawiedliwych).